# Grand Dakar
Grand Dakar ist einer der 19 Stadtbezirke der Metropole Ville de Dakar, der Hauptstadt Senegals mit dem Status einer Gemeinde (commune).

## Geografie
Grand Dakar liegt im Inneren der Cap-Vert-Halbinsel. Der Stadtbezirk erstreckt sich lang und schmal in Südost-Nordwest-Richtung entlang der Nordostseite des Boulevard Dial Diop eineinhalb Kilometer weit bis zur Kreuzung mit dem Avenue Habib Bourguiba. Benachbart sind im Uhrzeigersinn die Stadtbezirke Fann-Point E-Amitié, Mermoz-Sacré Cœur und  Sicap-Liberté im Westen, Dieuppeul-Derklé im Norden, Biscuiterie und HLM im Osten sowie im Süden Gueule Tapée-Fass-Colobane.
Der Stadtbezirk hat eine Fläche von 1,039 km². Er ist fast vollständig bebaut und außerordentlich dicht besiedelt.

## Geschichte
Im Jahr 1996 wurde Grand Dakar als commune d’arrondissement im Arrondissement de Grand Dakar zu einem Stadtbezirk der Metropole Ville de Dakar. Im Jahr 2014 erhielt der Stadtbezirk, wie in Senegal alle communes d'arrondissement, den landesweit einheitlichen Status einer Gemeinde (commune).

## Bevölkerung
Die letzten Volkszählungen ergaben für den Stadtbezirk jeweils folgende Einwohnerzahlen:
| Jahr | Einwohner |
| ---- | --------- |
| 1988 | …         |
| 2002 | 64.290    |
| 2013 | 47.012    |
| 2023 | 47.334    |

## Infrastruktur und Kultur

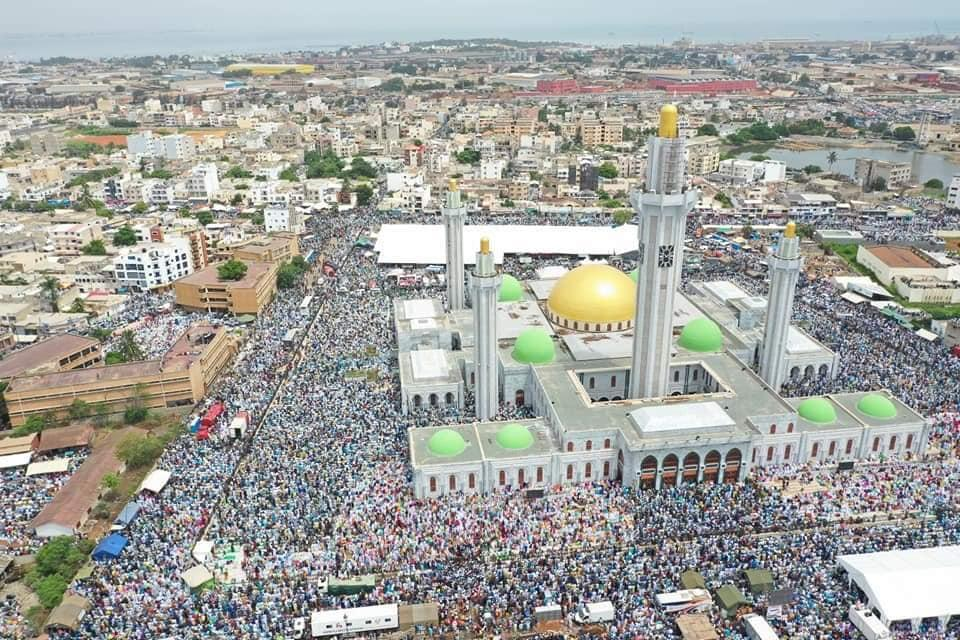
Massalikoul-Djinane-Moschee bei der Einweihung 2019

Im Süden gibt es eine Reihe religiöser und nationaler Bildungseinrichtungen, namentlich die Ecole nationale d'adiminstration, aber auch die nationale Statistikagentur, die Agence nationale de la Statistique et de la Démographie (ANSD) ist hier ansässig. Im Jahr 2019 wurde im Südosten des Stadtbezirks mit der Massalikoul-Djinane-Moschee die zu diesem Zeitpunkt größte Moschee Westafrikas eingeweiht.